# August Nogara
August Joseph Nogara, nato Augusto Giuseppe Nogara (Sovizzo, 28 febbraio 1896 – Broad Brook, 28 giugno 1984), è stato un ciclista su strada italiano naturalizzato statunitense.

## Biografia
Nato nel 1896, figlio di Antonio Nogara, emigrò dal Veneto negli Stati Uniti e combatté per il suo nuovo Paese nella prima guerra mondiale.
Ai Giochi olimpici del 1920 di Anversa gareggiò in rappresentanza degli Stati Uniti nella gara di ciclismo su strada, una cronometro di 175 km, terminando al trentesimo posto individuale, attardato da un incidente a seguito di una collisione con un pollo; concluse inoltre al settimo posto nella classifica a squadre, ottenuta sommando i tempi della gara su strada.
È morto nel 1984 in Connecticut.